# La morte sul trapezio
La morte sul trapezio (Rivalen der Manege) è un film mélo tedesco del 1958. Ambientato nel mondo del circo, è diretto da Harald Philipp, mentre Claus Holm, Elma Karlowa, Germaine Damar e Helmut Schmid interpretano i ruoli principali.

## Trama
I trapezisti Bimbo e Marianne Tagore, marito e moglie, si esibiscono sotto il grande tendone del circo Williams, e ne sono le star. Il loro numero sensazionale attira ogni sera molti visitatori. La coppia ha anche una figlia piccola, Monika. Coinvolto nel numero è anche l'invidioso fratellastro di Bimbo, Kovacz, che deve occuparsi della sicurezza del numero. Kovacz vorrebbe essere lui stesso la star della pista, e soffre apertamente il suo essere all'ombra di Bimbo, oltre a desiderare segretamente sua moglie. La sua invidia e il suo risentimento lo portano ad essere negligente.
Una sera questa negligenza causa un incidente fatale nel bel mezzo dello spettacolo: poiché la rete da salto non è nelle condizioni adeguate, Marianne cade davanti agli occhi di suo marito e del pubblico. Poco dopo muore per le ferite riportate. All'inizio, è Bimbo a essere accusato dell'incidente, e deve anche rispondere in tribunale per la negligenza di Kovacz. La successiva assoluzione non gli toglie tuttavia i sensi di colpa.
Bimbo è depresso e inizia a ubriacarsi. Per la piccola figlia, tuttavia, rimane un padre premuroso e amorevole. Un giorno la signora Bornemann, sorella di Marianne e zia di Monika, cerca di prendere in custodia la figlia di Bimbo.
Contemporaneamente al Williams Circus arriva una nuova artista, la domatrice Yvonne, che si innamora di Bimbo. La giovane donna gli infonde speranza e cerca di liberare l'uomo dal suo isolamento. Con lei come nuovo partner di trapezio, vede finalmente l'opportunità di presentare di nuovo il suo vecchio numero. L'invidia torna tuttavia a crescere in Kovacz, che progetta un sabotaggio per far fallire il grande ritorno di Bimbo. Monika è tornata frattanto al circo e si nasconde per poter restare col padre.
Nel circo scoppia un incendio durante uno scontro fisico tra Kovacz, che vuole segnalare alla polizia dove si trova Monika, e Bimbo. Bimbo salva la vita di Kovacz, che in ospedale confesserà le sue colpe.

## Produzione
Le riprese di La morte sul trapezio sono iniziate il 3 febbraio 1958 e terminarono il mese successivo. Il film è stato girato al Circus Williams di Colonia-Mülheim e a Leverkusen. La prima mondiale ha avuto luogo il 17 luglio 1958 nell'Ufa-Palast a Colonia. La prima televisiva è stata il 2 luglio 1967 su ZDF.

## Critica
Nel Lexikon des internationalen Films si legge: “Un goffo esempio di cinema d'intrattenimento tedesco."